# Hruški potok (Ljubljanica)
Hruški potok je potok, ki teče po Ljubljanskem barju. Severno od naselja Podpeč se kot desni pritok izliva v Ljubljanico.
Izviri Hruškega potoka v vasi Jezero dobijo vodo iz globinskega kraškega odtoka Podpeškega jezera, ki je oddaljen več sto metrov.